# Доссоуйэ
Доссоуйэ (англ. Dossouye) — цикл рассказов об амазонке Доссоуйэ Чарльза Сандерса в жанре «Меча и Магии».

## Сеттинг
Приключения амазонки Доссоуйэ происходят на континенте Ньюмбани, который по своему описанию напоминает Африку. В предшествующем цикле об Имаро действия также происходят в Ньюмбани. Вымышленное государство Абомея, из которого происходит главная героиня, основывается на Дагомее, реально существовавшем африканском королевстве, в котором существовало подразделение женщин-воинов прозванных европейцами дагомейскими амазонками.
Первоначально первый из рассказов о чернокожей амазонке был придуман Чарльзом Сандерсом для сборника Амазонки! 1979 года, посвящённый персонажам-воительницам в жанре «Меча и Магии».
Осиротевшая в детстве Доссоуйэ вступает в ряды армии Абомеи. В войне против государства Абанти юная воительница спасает свой народ от уничтожения. Однако удар судьбы заставляет её уйти в добровольное изгнание. Верхом на боевом быке Эгбо она путешествует по бескрайним лесам за пределами своей родины ища своё место в жизни.

## Произведения
- Agbewe’s Sword (1979)
- Gimmile’s Songs (1984)
- Shimenege’s Mask (1985)
- Marwe’s Forest (1986)
- Yahimba’s Choice (2004)
- Dossouye: The Dancers of Mulukau (2012)
- Kpendu (2014)

## Экранизация
Фильм Амазонки 1986 года аргентинского режиссёра Алехандро Сесса основан на рассказе Сандерса «Agbewe’s Sword».